# Francis Bennett-Goldney
Francis Bennett-Goldney, né Francis Evans en 1862 près de Birmingham et mort le 26 juillet 1918 à Brest, est un homme politique britannique.

## Biographie
Il est le fils de Sebastian Evans (en) - avocat, artiste, poète et cofondateur de l'Union nationale des associations conservatrices, liée au Parti conservateur. Francis Evans est scolarisé à Bournemouth puis étudie à Paris, et parle très bien le français. Il envisage une carrière de diplomate, mais y renonce en raison d'une santé fragile. Ayant hérité de l'argent d'un parent de sa mère, il prend en 1892 le nom de famille de celle-ci. Il s'installe peu après à Canterbury. Dans les années 1890 il est officier réserviste dans le régiment d'infanterie du Middlesex. En 1898 il devient conservateur du musée et de la bibliothèque publique de la ville.
En 1902 il est élu conseiller municipal à Canterbury, sous l'étiquette du Parti conservateur. En 1905, il y est élu maire. Il ambitionne de succéder à Sir John Henniker Heaton comme parlementaire de la ville à la Chambre des communes, et lorsque ce dernier décide de ne pas démissionner, Francis Bennett-Goldney se présente contre lui aux élections générales de janvier 1910, comme candidat conservateur indépendant. Il multiplie les accusations publiques et peut-être diffamatoires contre son adversaire conservateur, qui est toutefois réélu. John Heaton ne se représente pas aux élections anticipées en décembre, et Francis Bennett-Goldney se présente à nouveau, cette fois avec succès après une campagne très active, comme « unioniste indépendant » face au candidat officiel du Parti conservateur, John Howard.
À la Chambre des communes, il pose assez régulièrement des questions aux ministres du gouvernement libéral de Herbert Asquith, généralement au sujet de l'état des forces armées britanniques et de leur approvisionnement. Il critique la course aux armements contre l'Allemagne. À l'entame de la Première Guerre mondiale toutefois, il met son domicile à disposition du Détachement d'aide volontaire, unité d'infirmiers civils qui transforment sa maison en hôpital pour des soldats revenus du front. Il se porte lui-même volontaire pour rejoindre les forces armées et, en raison de ses problèmes de santé, est fait capitaine dans le Corps royal de service de l'Armée (en), corps militaire administratif, en septembre 1915. Il est posté au camp militaire à Cheriton dans le Kent. En décembre 1917, il est nommé attaché militaire assistant à l'ambassade du Royaume-Uni en France, avec le grade honorifique de major. Il meurt le 26 juillet 1918 à l'hôpital à Brest, à la suite d'un accident de voiture. Jamais marié, il n'a pas d'enfant. Il est inhumé au cimetière communal de Saint-Germain-en-Laye, et est l'un des quarante-trois parlementaires britanniques morts durant la Guerre et commémorés par un mémorial à Westminster Hall, dans l'enceinte du palais de Westminster où siège le Parlement,,,,.
Lorsque ses biens personnels sont vendus aux enchères, il apparaît qu'il a conservé en sa possession divers livres et documents précieux appartenant au musée et à la bibliothèque de Canterbury. Celle-ci les récupère en 1921, mais le juge exonère le défunt de l'accusation de vol portée à son encontre par la ville de Canterbury : La cour estime que rien ne permet de dire qu'il n'avait pas simplement oublié de les rendre. Il a toutefois été considéré comme l'un des suspects possibles pour le vol des bijoux de la Couronne en Irlande (en), dérobés en 1907 au château de Dublin. Il avait été présent à l'ouverture de l'exposition des bijoux au château, en sa qualité d'officier de l'ordre de Saint-Patrick. L'historien Sean J. Murphy estime toutefois cent ans plus tard, en 2007, que le coupable le plus probable est Francis Shackleton, frère de l'explorateur polaire Ernest Shackleton,.